# Tuvalus nationalvåben
Tuvalus nationalvåben er et skjold med en gylden kant som er dekoreret med otte muslinger og otte bananblade. Selve skjoldet viser en hytte under en blå himmel på en grøn jord. Nedenfor jorden er der en stiliseret afbildning i blå og gul af havbølger. Under skjoldet står der et banner med inskriptionen Tuvalu mo te Atua, som betyder "Tuvalu for den almægtige" på tuvaluansk. Dette er også titlen på nationalsangen og landets motto.